# Våmhus
Våmhus is een plaats in de gemeente Mora in het landschap Dalarna en de provincie Dalarnas län in Zweden. De plaats heeft 880 inwoners (2005) en een oppervlakte van 175 hectare. De plaats ligt aan de noordwest oever van het meer Orsasjön, aan de overkant van dit meer ligt de plaats Orsa.